# Maximiliano Danti
Maximiliano Danti fue el primer daguerrotipista establecido en Lima.
Llegó al puerto del Callao en mayo de 1842. De nacionalidad incierta, algunos aseguran que fue italiano; otros, francés. Llegó proveniente de Valparaíso y posiblemente haya hecho algunas pruebas en el sur del Perú, como en la ciudad de Arica. 
No solo introdujo el daguerrotipo en el Perú, sino que también abrió el primer estudio comercial en la ciudad de Lima, un 8 de julio de 1842. También ofrecía servicios de ventas de equipos para daguerrotipistas, así como la enseñanza del mismo arte al comprador. Traslada luego su estudio de la Calle Mercaderes (actual cuadra cuatro del Jirón de la Unión) a la Calle Palacio (actual cuadra dos del Jirón de la Unión, frente a la puerta lateral de Palacio de Gobierno), al poco tiempo de haber abierto su negocio. No se sabe mucho si continuó como daguerrotipista o practicante de la moderna fotografía, lo cierto es que para 1865 seguía residiendo en Lima como comerciante.